# Petra Vaarakallio
Petra Vaarakallio, född den 17 juni 1975 i Helsingfors i Finland, är en finländsk ishockeyspelare.
Hon tog OS-brons i damernas ishockeyturnering i samband med de olympiska ishockeytävlingarna 1998 i Nagano.